# Ardãos
Ardãos ist ein Ort und eine ehemalige Gemeinde (Freguesia) im portugiesischen Kreis Boticas. Die Gemeinde hatte 249 Einwohner (Stand 30. Juni 2011).
Am 29. September 2013 wurden die Gemeinden Ardãos und Bobadela zur neuen Gemeinde Ardãos e Bobadela zusammengeschlossen.